# 艾莉森·阿克曼
艾莉森·阿克曼（英語：Alyson Ackman，1993年2月6日—），加拿大女子游泳运动员。她曾代表加拿大参加2015年和2019年泛美运动会游泳比赛，获得一枚金牌、二枚银牌和三枚铜牌。